# Глава Республики Тыва
Глава́ Респу́блики Тыва́ (тув. Тыва Республиканың баштыңы) — высшее должностное лицо Республики Тыва. Возглавляет правительство Республики Тыва, являясь его председателем.

## Названия должности
- 1992—1993 — президент Тувинской ССР/Республики Тува
- 1993—2002 — президент Республики Тыва
- 2002—2007 — председатель правительства Республики Тыва
- с 2007 — глава Республики Тыва / председатель правительства Республики Тыва

## Список глав
| № | Фото | Глава             | Полномочия    | Полномочия    | Партия        |
| № | Фото | Глава             | Начало        | Окончание     | Партия        |
| - | ---- | ----------------- | ------------- | ------------- | ------------- |
| 1 |      | Шериг-оол Ооржак  | 15 марта 1992 | 6 апреля 2007 | беспартийный  |
| 2 |      | Шолбан Кара-оол   | 6 апреля 2007 | 7 апреля 2021 | Единая Россия |
| 3 |      | Владислав Ховалыг | 7 апреля 2021 | действующий   | Единая Россия |